# Bitva u Leobersdorfu
Bitva u Leobersdorfu byla svedena poblíž Leobersdorfu dne 19. září 1532 jako součást habsbursko-osmanské války v letech 1526–1568.

## Bitva
Po neúspěšném obléhání Vídně v roce 1529 shromáždil sultán Sulejman další obrovskou armádu čítající 120 000 vojáků, aby v roce 1532 Vídeň oblehl podruhé. Malá posádka Kőszegu složená ze 700 mužů pod vedením chorvatského kapitána Nikoly Jurišiće zablokovala hlavní osmanské armádě cestu k Vídni.
Mezitím 8 000–16 000 osmanských lehkých jezdců pod vedením Kazima Beje vpadlo do Štýrska, obešlo Vídeňské Nové Město a vtrhlo do jižních částí Dolního Rakouska.
Když byl Kazim Bej informován o ústupu hlavní osmanské armády pod velením Sulejmana Nádherného, shromáždil své nájezdníky v Pottensteinu, aby se spojil s hlavním vojskem. Ze tří možných údolí, kterými se mohl vydat, byla dvě zatarasena záseky. Rakouský oddíl pod velením Sebastiana Schertlina von Burtenbach dokázal Osmanům uzavřít cestu a vehnat je do jediného volného údolí, kde na ně čekala velká armáda 20 000 lancknechtů, 1 000 těžkých jezdců, 1 000 lehkých jezdců z Uher a dělostřelectvo pod velením falckraběte Fridricha, hraběte Bálinta Töröka a Johanna Katzianera.
Osmanská armáda Kazima Beje byla zcela zničena.